# ハンガリー人宇宙人説

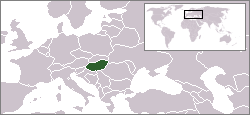
ハンガリー

ハンガリー人宇宙人説（ハンガリーじんうちゅうじんせつ）とは、ハンガリー人は地球以外の星（特に火星）から来た宇宙人であるというジョーク。

## 説の内容
はるか昔、異星人たちは宇宙船に乗って地球を訪れ、現在のハンガリー領に着陸した。しかし当時、ヨーロッパに住んでいた諸部族は野蛮であったため、自分たちが他の星から来たよそ者だということが知られると、殺害される恐れがあった。そのため彼らは自らの出自を隠し、地球人としてふるまい、地球人そっくりに生活するようになった。

## 説の誕生
この説が生まれたのは、第二次世界大戦中のロスアラモスだと考えられている。当時は、エドワード・テラー、ユージン・ウィグナー、レオ・シラード、ジョン・フォン・ノイマンといった、ハンガリー生まれの優秀な科学者が多数存在した（上記4名は、ブダペストの同じ街区の生まれである）。そのため、彼らの人並み外れた知能から、ブダペストが異星人の住む土地だという説が広まるようになったと考えられている。伝説の冒頭を「はるか昔」ではなく「19世紀末から20世紀のはじめ頃」とし、ヨーロッパの山奥あるいは森の奥に墜落した宇宙船に乗っていた宇宙人が人類に擬装し、人間社会に紛れ込んだのがこれらの天才たちである、とするバージョンもある。
これらハンガリー生まれの同世代の科学者らは、第一次世界大戦敗戦後に政治的・経済的に大混乱に陥った祖国を離れ、ナチスが政権を得る前のベルリン大学（フリードリヒ・ヴィルヘルム大学）でともに学んだ学友同士であった。量子論と相対論という20世紀の新たな物理学の大変革で沸き立つ中、彼らはマックス・プランクやアルバート・アインシュタインからの教えを直々に受けていた。オーストリアの物理学者オットー・フリッシュは、すでにこのころ友人の物理学者フリッツ・ホウターマンス（英語版）が「彼らは火星からの来訪者なんだ」という冗談を言ったのを覚えている。こうした冗談は、ドイツの同僚を楽しませるとともに、ハンガリーの同僚の自尊心をくすぐりもするものだった。
アイザック・アシモフは、「我々の間で、地球には2種の知的生命体が存在するといわれている。人間と、ハンガリー人である」と語っている。
またこの説は、フェルミのパラドックスに対する回答としても知られている。フェルミのパラドックスとは物理学者エンリコ・フェルミが1950年に投げかけた疑問で、宇宙には幾多の星があり、その中には生命が誕生してもおかしくない星も相当数あるはずなのに、未だに地球に異星人が来訪しないのは不思議だ、というものである。フェルミがこの問いを発したとき、昼食仲間のレオ・シラードは、回答としてハンガリー人宇宙人説を挙げた。すなわち、異星人はすでに地球に来ていて、自分はハンガリー人だと名乗っているというのである。シラードのこの回答は、フェルミのパラドックスに対して最初に出された回答であった。

## 根拠と実例
説によれば、ハンガリー人は自分が宇宙人だということを隠しているが、それでも隠しきれない3つの特徴があるという。その特徴が本説の根拠となっている。特徴の1つは、ハンガリー人には放浪癖があることである。2つ目はその言語で、ハンガリー語は周辺諸国のどの言語とも類似性が無い。3つ目はハンガリー人の並はずれた知能である。
こうした特徴は、諸外国で活躍するハンガリー人によって裏付けられている、とされる。特筆すべきは初期のハリウッドで、パラマウント映画創設者のアドルフ・ズーカー、20世紀フォックス創設者のウィリアム・フォックス、監督ではマイケル・カーティスやアンドリュー・G・ヴァイナ、俳優ではベラ・ルゴシやザ・ザ・ガボールなどがいる。さらには、トニー・カーティスやポール・ニューマンといったハンガリー人2世も活躍している。あまりにハンガリー人が多いため、ズーカーの事務所の壁には「ハンガリー人であることだけでは十分でない」と書かれていたことがある。

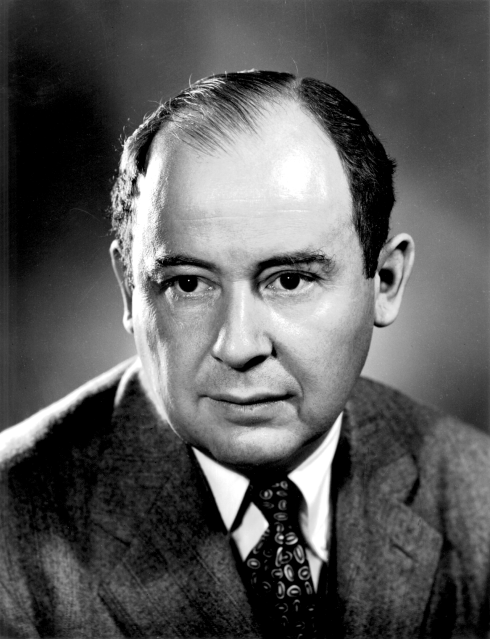
フォン・ノイマン。その明晰な頭脳から、火星人と噂されたこともあった。

科学界においても、国際会議で世界各地から集まった科学者が皆ハンガリー語で話していた、という逸話がまことしやかに伝えられているほど、一時期は多くの人材を輩出した。そのため宇宙人とうわさされた人物も多い。レオ・シラードは、「貴方がたハンガリー人は本当に異星人なのですか」と問われたとき、「多分ね」と答えている。さらには、「1900年頃、確かに火星人の乗った宇宙船はブダペストに降り立った。そして出発するとき、重量オーバーのために、あまり才能の無い火星人たちをそこに置いてこなければならなかったんだ」とも述べている。
また、セオドア・フォン・カルマンについては、火星に彼の名がついた「フォン・カルマン・クレーター(en:Von Kármán (Martian crater))」が存在する。また、月の裏には「レオ・シラード・クレーター」「フォン・カルマン・クレーター」「フォン・ノイマン・クレーター」があることからも説明された。エドワード・テラーに至っては、そもそも名前からしてE.T.であるし、それに彼の話す英語には「強い火星訛り」があったという。
そのエドワード・テラーはハンガリー人宇宙人説について尋ねられたとき、「まずいな、ばれちまったか。さてはフォン・カルマンさんが言いふらしたんだな」と答えている。
こうしたハンガリー人科学者の中で最も優秀とされているのが、フォン・ノイマンであった。ハンス・ベーテも1950年代、「フォン・ノイマンの頭は常軌を逸している。人間より進んだ生物じゃなかろうか」と述べている。プリンストンでは、ノイマンは普通の人間ではなくて人と神の間に生まれた者なのであるが、人間というものをよく研究しているため、人間そっくりにふるまうことができるのだ、という話が伝えられていた。また、ノイマンの娘のマリーナ・フォン・ノイマン・ホイットマンは、『火星人の娘』というタイトルの自伝を出版している。

## 反論
本説には反論も存在する。まず、宇宙人説の根拠のうちの放浪癖については、ハンガリー人に特有の性質ではなく、歴史的にみて放浪する民族は他にも存在する。ハンガリー語については、フィンランド語、エストニア語や、ロシア内の言語との関連性が指摘されている。知能についても、あのフォン・ノイマンであっても間違いを犯したり予想を外したりすることがあった。スティーヴン・ウェッブは、仮に彼が本当に火星人であれば、もっと先が見えていただろうと述べている。
宇宙人説のジョークを楽しんでいたシラードは、一方で1950年代に数学者ノーバート・ウィーナーが「地球のような惑星が（他にも）多数存在したとしたら、人類が生まれるだろうか？」と問いかけたとき、即座に「否」と答えている。「神が同じ過ちを繰り返すなど考えられない」。